# White Settlement (Teksas)
White Settlement je grad u američkoj saveznoj državi Teksas. Prema popisu stanovništva iz 2010. u njemu je živjelo 16.116 stanovnika.